# Кліщіївка (зупинний пункт)
Кліщі́́ївка — пасажирська зупинна залізнична платформа Лиманської дирекції Донецької залізниці.
Розташована у с. Кліщіївка, Бахмутський район, Донецької області. Платформа розташована на лінії Лиман — Микитівка між станціями Курдюмівка (9 км) та Бахмут (7 км).
Через бойові дії рух приміських та пасажирських поїздів на даній ділянці припинено.